# Аденштет
Аденштет (њем. Adenstedt) општина је у њемачкој савезној држави Доња Саксонија. Једно је од 40 општинских средишта округа Хилдесхајм. Према процјени из 2010. у општини је живјело 1.064 становника. Посједује регионалну шифру (AGS) 3254001.

## Географија
Аденштет се налази у савезној држави Доња Саксонија у округу Хилдесхајм. Општина се налази на надморској висини од 184 метра. Површина општине износи 18,7 km².

## Становништво
У самом мјесту је, према процјени из 2010. године, живјело 1.064 становника. Просјечна густина становништва износи 57 становника/km².

## Међународна сарадња
| Мјесто | Држава    | Врста сарадње | Од    |
| ------ | --------- | ------------- | ----- |
| Комблу | Француска | партнерство   | 1971. |
| Извор  |           |               |       |